# Nexenta OS
Nexenta OS är ett operativsystem baserat på Debian/Ubuntu och OpenSolaris för IA-32- och x86-64-baserade datorer. Nexenta är en GNU-variant, med annan kärna än Linux, och kan därför kallas för GNU/Solaris.